# Cecidomyia strobilina
Cecidomyia strobilina är en tvåvingeart som först beskrevs av Rudow 1875.  Cecidomyia strobilina ingår i släktet Cecidomyia och familjen gallmyggor.
Artens utbredningsområde är Tyskland. Inga underarter finns listade i Catalogue of Life.